# バウレ族
バウレ族（バウレぞく、仏: baoulé, 英: Baoulé, Baule）は、コートジボワールに暮らす民族の一つである。コートジボワール国内の民族集団の中では最大規模の人口を誇る。後述の伝承において言及されているアシャンティ族のアカン語と同じクワ語派に分類される言語であるバウレ語を話す。

## 歴史
元来この民族は現在のガーナにあたる地域に暮らしていた。しかし、やがてアシャンティ族によって居住地を追われることとなる。バウレ族の伝承によれば、亡命中の女王ポクは追っ手から逃れる過程で自らの子を水の中に投げ入れねばならない状況にまで追い込まれたとされている。バウレという民族名はこの時の出来事「子供が死んだ」に由来するものであると説明されている。バウレ族が現在のコートジボワール東中部に落ち着いたのは西暦1800年頃の事であるとされている。

## 文化

### ゴリ
バウレ族はゴリ（Goli）という仮面舞踏で知られている。この風習はもともとは隣接するがバウレ族とは異なる系統の言語（マンデ語系ワン語）を話すワン族によってもたらされたもので1900年から1910年の間に伝わり、踊りの際の歌もワン語によって歌われるという。ゴリが催される目的は葬儀や娯楽のためと様々である。衣裳はラフィアヤシなどの葉で全身を覆うものである。用いられる仮面は登場する順にプレプレ、ゴリグレン（Goli glen）、パンプレ（Kpan Pre）、パン（Kpan）の四種類が二つずつであり、それぞれ大まかに「年少男子」、「年長男子」、「年少女子」、「年長女子」の役割を表す。この登場順は社会的な序列を示唆するものである。しかし近年ベウミで行われたゴリにおけるパンプレ、ゴリグレン、プレプレ、パンのように登場順が先述のものとは異なる場合も存在する。また、本来的なゴリにおいても二つずつ用いられる仮面にはそれぞれ男性と女性を表す面があり、男性と女性が対となってこの世が完成するというバウレ族の考え方を表すものとなっている。
ゴリで用いられる仮面は美術品として流通している。

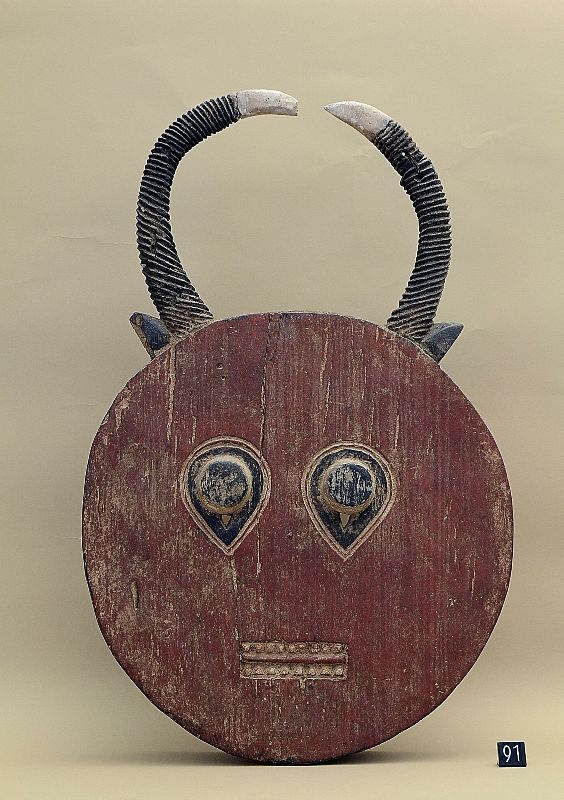
プレプレ
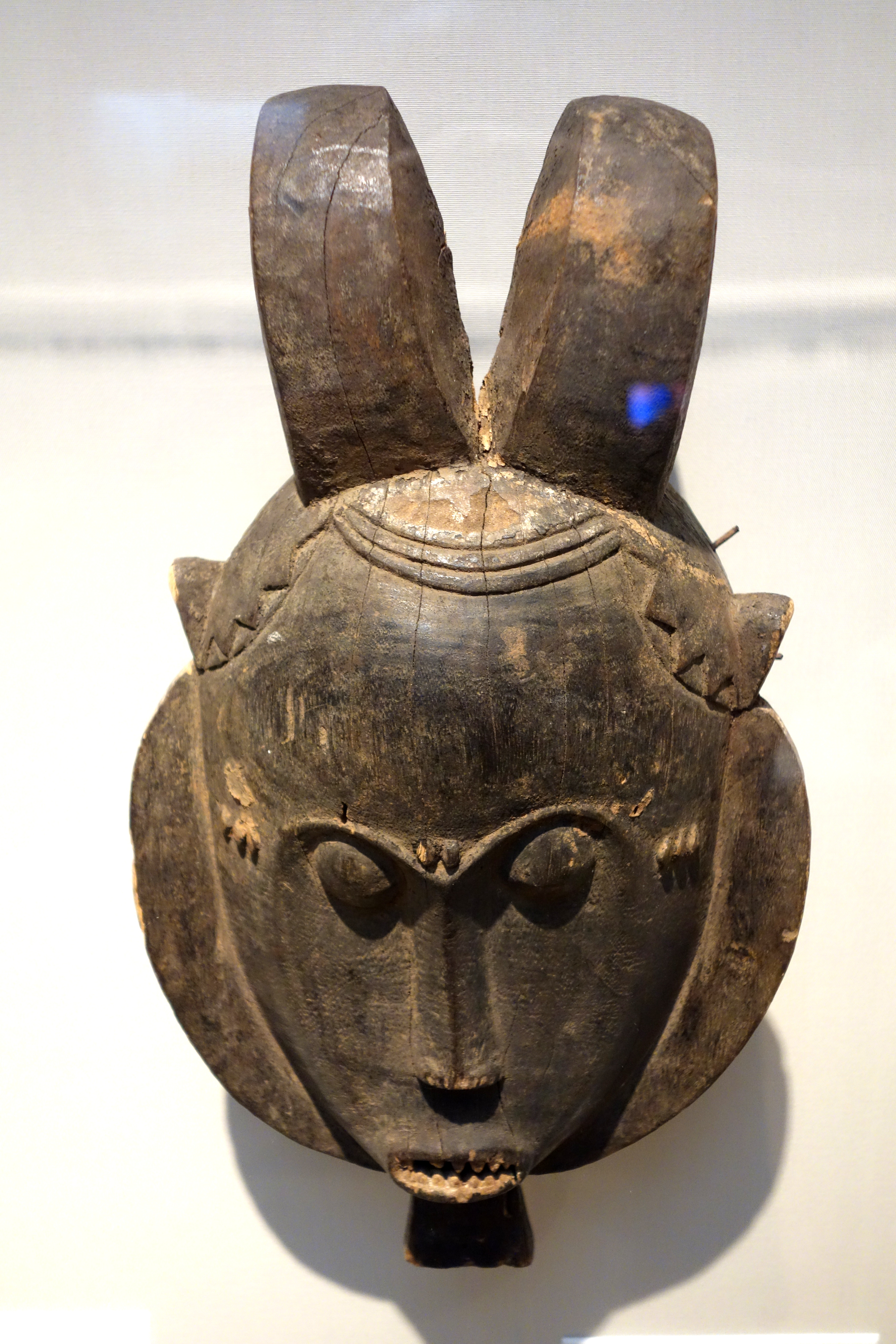
パンプレ
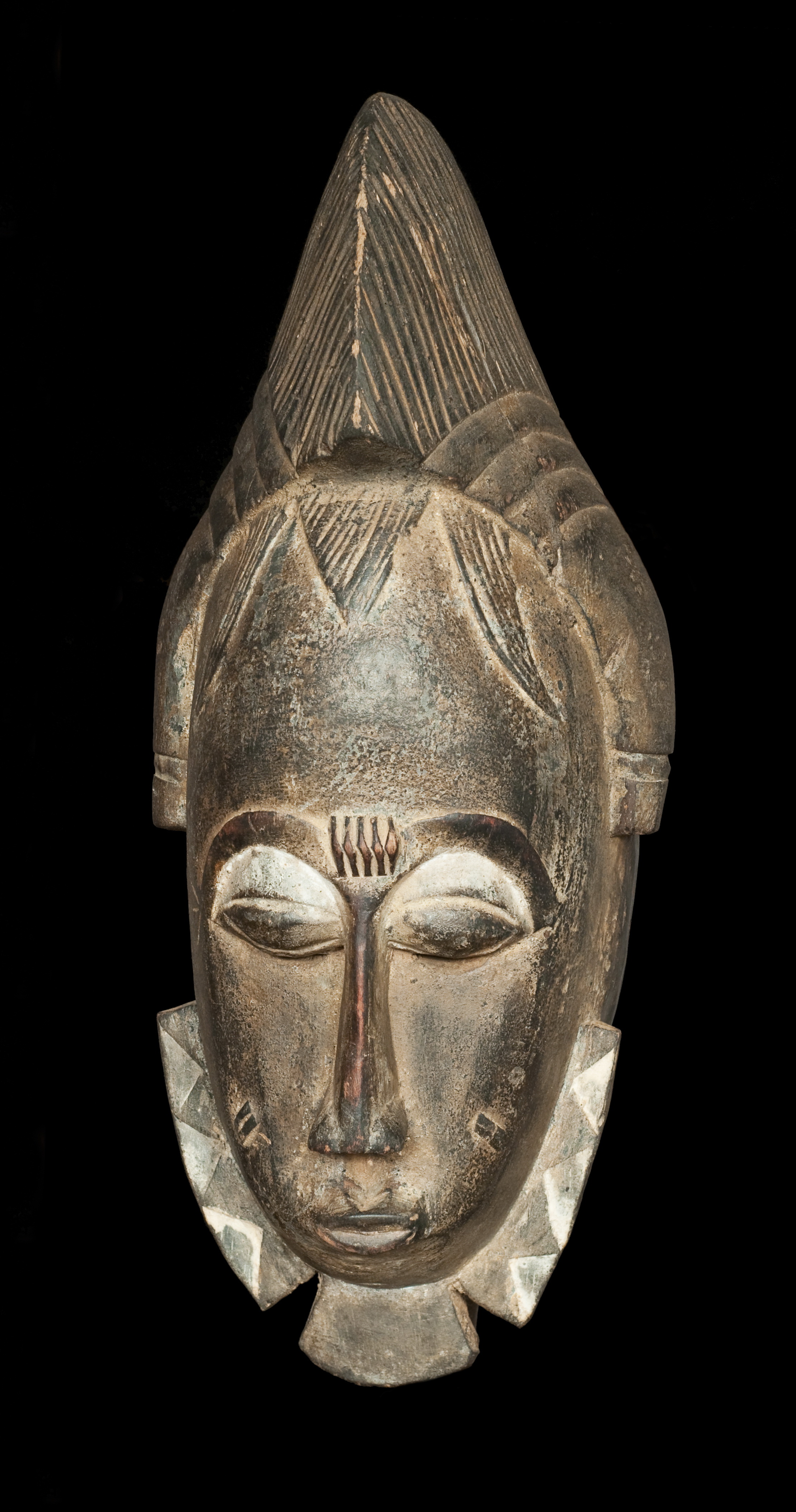
パン